# Aliskerowo
Aliskerowo (russisch Алискерово) ist eine ehemalige Siedlung städtischen Typs im Autonomen Kreis der Tschuktschen im äußersten Nordosten Russlands. Seit der Entscheidung zur Aufgabe des Ortes 1998 wurde Aliskerowo faktisch zu einer „Geisterstadt“.

## Geographie
Die Siedlung liegt wenig nördlich des Polarkreises am rechten Ufer des Flüsschens Egilknywejem (russ. und tschuktschisch Эгилькнывеем), etwa sieben Kilometer oberhalb von dessen Mündung in den Kleinen Anjui. Sie ist umgeben von den in der näheren Umgebung des Ortes gut 1000 m hohen Bergen des Anjuigebirges.
Aliskerowo liegt auf dem Territorium des Rajons Bilibinski und ist von dessen Verwaltungszentrum Bilibino etwa 55 Kilometer Luftlinie in südwestlicher Richtung entfernt. Der Ort liegt gut 550 Kilometer Luftlinie nordwestlich der Hauptstadt des Autonomen Kreises Anadyr.

## Geschichte
Die Geschichte des Ortes begann mit der Entdeckung eines Goldvorkommens im Tal des Egilknywejem 1961. Benannt wurde er nach dem Geologen Asis Aliskerow (1914–1956), eines Lesgiers, der seit 1940 im Nordosten der Sowjetunion tätig und ab 1955 Leiter der geologischen Verwaltung der Oblast Magadan war. Bereits 1962 wurde der Status einer Siedlung städtischen Typs verliehen. Im folgenden Jahr nahm auf der Gold-Seifenlagerstätte ein großer semistationärer Goldbagger (russ. draga) den Betrieb auf, der erste dieser Art in der Sowjetunion jenseits des Polarkreises.
Infolge des allmählichen Abbaus des Goldvorkommens und des Wegfalls staatlicher Subventionen nach dem Zerfall der Sowjetunion erlebte der Goldbergbau in Aliskerowo wie in der gesamten Region in den 1990er-Jahren einen Niedergang. 1998 wurde entschieden, die entlegene, nur auf dem Luftwege und über eine für geländegängige Fahrzeuge befahrbare Piste vom Rajonzentrum Bilibino erreichbare Siedlung aufzugeben. Fast alle verbleibenden Einwohner verließen daraufhin den Ort. Den Status einer Siedlung städtischen Typs behielt Aliskerowo jedoch noch bis 2007, als dort offiziell noch drei Einwohner registriert waren. Bei der Umsetzung der Verwaltungsreform im Russland ab 2006 im Autonomen Kreis der Tschuktschen wurde Aliskerowo nicht mehr als eigenständige Ortschaft berücksichtigt, wird jedoch noch als „im Stadium der Liquidation befindlich“ geführt.

### Bevölkerungsentwicklung
| Jahr | Einwohner |
| ---- | --------- |
| 1970 | 1245      |
| 1979 | 1170      |
| 1989 | 1306      |
| 2002 | 7         |
| 2007 | 3         |

Anmerkung: 1970–2002 Volkszählungsdaten

## Meteorit
Am 10. Juli 1977 wurde bei der Goldförderung im Tal des Baches Swetscha einige Kilometer nördlich von Aliskerowo ein 58,4 Kilogramm schwerer Eisenmeteorit aus der Klasse der Oktaedrite gefunden, der nach dem Ort den Namen Aliskerovo erhielt (in der für Meteoriten üblichen englischen Transkription).